# Natalia Matolinets
Natalia Yaroslavivna Matolinets (en ucraniano: Наталія Ярославівна Матолінець; Leópolis, 20 de diciembre de 1990) es una novelista y escritora de relatos ucraniana, ganadora del premio Chrysalis (2023) de la Sociedad Europea de Ciencia Ficción.

## Biografía
Natalia Matolinets nació en Leópolis en 1990. Estudió periodismo en la Universidad Nacional Iván Frankó de Leópolis y se licenció en 2013.
Natalia Matolinets comenzó su carrera literaria con la poesía. Sus obras fueron publicadas en almanaques y revistas. Es autora de varias novelas, entre ellas la trilogía de fantasía urbana Varta en el juego, inspirada en varias ciudades europeas. Otras obras suyas son la fantasía mitológica Hessie, Academia Amaterasu, Todas mis llaves y Gaia y la histórica Corazones de cerámica.
Ha sido residente literaria del Instituto de Cultura de la Ciudad y Ciudad de la Literatura de Gdansk en 2022. Ocupó el mismo cargo en Praga, cuando fue Ciudad UNESCO de la Literatura de 2023. También ha sido ponente invitada de festivales y mesas redondas en Polonia, la República Checa, Bulgaria, Suecia y el Reino Unido.
Su libro Varta en el juego fue publicado en traducción por la editorial Fragment, República Checa, en 2023. Sus libros y relatos están traducidos al polaco, checo e inglés.

## Obras

### Novelas
- Varta en el juego (2018).
- Hessie (2018).
- Varta en el juego. El artefacto de Praga (2019).
- Academia Amaterasu (2019).
- Corazones de cerámica (2020).
- Varta en el juego. La sangre de Budapest (2021).
- Todas mis llaves y Gaia (2022).

### Novelas cortas
- La Alianza para el Rescate de Azulejos y Personas (2023).

### Libros traducidos
- Relato corto Strażnik zagrożenia (Stalker Books, Polonia, 2022).
- Relato corto A Box for Buttons, Tips and Rose Petal Jam (revista Tales & Feathers, Canadá, 2023).
- Novela Hra temné čarodějky - Bitva začíná (Fragment, República Checa, 2023).

## Premios
Entre sus galardones destacan el premio Chrysalis de la Sociedad Europea de Ciencia Ficción ( 2023) en la Eurocon, "Mejor debut" y "Mejor serie" distinciones de BaraBooka, o ser preseleccionada por la BBC para el libro infantil del año.